# Ecuante

Trayectoria de un planeta exterior en el modelo de Ptolomeo con el uso de un deferente excéntrico, un epiciclo y el punto ecuante.

El ecuante es un dispositivo matemático, introducido por Ptolomeo, para explicar el movimiento de los planetas como parte de su modelo geocéntrico del sistema solar. Se aparta del principio vigente entre los antiguos astrónomos de movimiento circular uniforme puesto que la velocidad angular ya no es constante con respecto al centro del círculo, sino con respecto a un punto distinto de este, el punto ecuante (en latín: punctum aequans).
Su introducción no está tan relacionada con el geocentrismo como con el uso de movimientos circulares para dar cuenta de los movimientos de los cuerpos celestes, que serán la norma hasta Kepler. Si Copérnico no utilizó el punto ecuante en su modelo heliocéntrico fue porque usó otro dispositivo basado en movimientos circulares uniformes en estricto respeto a la tradición. El propio Kepler, al iniciar la larga búsqueda de la trayectoria de Marte que le llevaría a descubrir el movimiento elíptico de los planetas, comenzó reintroduciendo el punto ecuante de Ptolomeo en el sistema de Copérnico.

## El excéntrico
En los primeros sistemas geocéntricos, se suponía que el Sol describía una órbita circular centrada en la Tierra, pero los antiguos astrónomos se dieron cuenta de que el Sol no se movía a una velocidad uniforme a través de los diferentes signos del zodíaco, de ahí el nombre de la anomalía o desigualdad zodiacal atribuido a este comportamiento. Esta anomalía se refleja también en la desigualdad entre las duraciones de las estaciones, que también habían observado. Desde Kepler sabemos que la órbita aparente del Sol es elíptica, que la Tierra es un foco de esta elipse y que la velocidad angular no es uniforme, sino que sigue la ley de las áreas (segunda ley de Kepler). La solución introducida por un predecesor de Ptolomeo, Hiparco o Apolonio de Perge, es desplazar el círculo, es decir, la Tierra no está situada en el centro del orbe del Sol, sino en un punto descentrado hacia él.
En retrospectiva, este desplazamiento corresponde más o menos al desplazamiento de la elipse hacia un foco. De hecho, con la precisión de las observaciones disponibles para los astrónomos antes de Tycho Brahe, es casi imposible distinguir las trayectorias elípticas del Sol (en el marco geocéntrico) y los planetas (en el marco heliocéntrico) de las trayectorias circulares. Por otro lado, es muy posible distinguir un foco central de estas elipses cuasicirculares.
Esta solución también fue adoptada por Ptolomeo, y luego por Copérnico, para el movimiento de los planetas, aunque resultaba insuficiente (incluso en el contexto heliocéntrico).

## Epiciclos y deferentes
En el movimiento de los planetas en el sistema geocéntrico aparece otra anomalía mucho más importante, que se explicaría a posteriori por el movimiento de la Tierra alrededor del Sol. Se dice que esta anomalía o desigualdad está relacionada con el Sol porque no depende de la posición del planeta con respecto a las estrellas fijas, como en el caso del Sol anteriormente, sino de su posición con respecto al Sol. Se manifiesta por la retrogradación de los planetas: el movimiento aparente de un planeta con respecto a las estrellas fijas (sin tener en cuenta el movimiento diurno) que durante un tiempo cambia de dirección, retrocediendo, para luego continuar con su dirección usual.
La solución adoptada por los antiguos, de nuevo antes de Ptolomeo, fue considerar que el planeta se movía a una velocidad uniforme sobre un círculo, el epiciclo, cuyo centro se movía a una velocidad uniforme sobre un círculo alrededor de la Tierra, el deferente. El centro de los deferentes podía ser la Tierra misma (deferentes homocéntricos), un punto excéntrico fijado a la tierra (excéntrico), o un punto en sí mismo movible a una velocidad uniforme en un círculo. El modelo se podía ajustar variando las velocidades de rotación.

## El ecuante
Un modelo de un epiciclo con deferente homocéntrico (excentricidad 0) daría cuenta de los movimientos de retrogradación de amplitudes idénticas, y a intervalos de tiempo idénticos, lo que no corresponde a los movimientos de los planetas para un observador terrestre. Ptolomeo utilizó un modelo excéntrico, modificado por la introducción de un punto adicional: el ecuante. El centro del epiciclo (Ce), que describe un círculo centrado en el centro del deferente (Cd) distinto de la Tierra, tiene una velocidad angular constante no con respecto al centro del deferente, sino con respecto al punto ecuante (E). En el caso de los planetas exteriores, el punto ecuante está situado en una línea recta a través de la Tierra y el centro del deferente, y es simétrico desde la Tierra hasta el centro del deferente. Este modelo permitió a Ptolomeo dar una explicación satisfactoria del movimiento de los planetas en longitud. El movimiento de los planetas en latitud seguía siendo la gran debilidad del sistema ptolemaico.

## El «problema» del ecuante
La utilización del ecuante suponía la introducción de un movimiento circular no uniforme con respecto a su centro. Esta suposición entraba en contradicción con los principios físicos aristotélicos y constituyó un problema para los astrónomos que buscaron deshacerse del punto ecuante por medio de movimientos circulares uniformes.
Así, en el siglo XIII, el astrónomo Mu'ayyid al-Din al-'Urdi, de la escuela de Maraghe, propuso sustituir el centro del epiciclo (Ce) por el punto Ce' obtenido mediante dos movimientos circulares uniformes. El punto Ci se mueve sobre un círculo intermedio de centro Cd' (en medio de Cd y E) del mismo radio que el círculo deferente de Ptolomeo. Su velocidad angular es la misma que la del punto Ce respecto al ecuante. El punto Ce' gira siempre a la misma velocidad angular sobre un círculo de centro Ci y un radio igual a la mitad de la distancia entre T y Cd. El modelo de Urdi nos permite afirmar que los puntos E, Ce y Ce' están alineados. La ubicación del Ce' difiere muy poco de la del Ce.
El astrónomo Ibn al-Shatir completó este modelo explicando el desplazamiento del punto Ci ya no sobre una excéntrica sino mediante dos movimientos circulares uniformes, uno con centro en T y con el mismo radio que el deferente de Ptolomeo y el otro con centro en Ci', con la misma velocidad en la dirección opuesta y radio una vez y media la distancia de T a Cd. Esta misma combinación de tres círculos se encuentra en el modelo de Copérnico para los planetas exteriores.